# 縄文人
縄文人（じょうもんじん）とは、日本の縄文時代（新石器時代）に、特徴ある縄文文化を始め、その生活を１万年以上続けた人々の総称。現在の北海道から沖縄本島にかけて日本列島全域に居住した。この縄文文化は最終氷期の最寒冷期を過ぎた約1万6000年前から始まり約3000年前まで続いた。出土人骨の研究も進められている。
縄文人の祖先は、東南アジアで分岐し最終氷期の最盛期である約3万年前の旧石器時代後期に日本列島まで移住していた現生人類の集団と考えられ、最寒冷期を過ぎ温暖化の始まりを契機として日本列島の新石器文化である縄文文化を始めたと推測される。

## 概略
縄文人およびその縄文文化は、概ね現在の日本列島全域に分布した。その生活は新石器時代以降である約1万6,500年前の紀元前145世紀から約3,000年前の紀元前10世紀まで続き、縄文時代と呼ばれる。そのため、日本列島に居住し縄文土器を作った新石器時代人を縄文人と見ることが出来る。世界最古級の土器を作り、約5000年前の縄文中期には華麗な装飾をもつ火焔（かえん）土器を創り出すなど独自の文化を築いた。日本列島に居住していた後期旧石器時代の人々が、縄文文化を始めたと推測されている。
縄文人の人骨は幾つか出土しており研究が進んでいる。平均身長は男性が160cm弱、女性は150cm弱でがっしりとしており、彫りの深い顔立ちが特徴とされる。東南アジアに起源をもつ人々ではないかと考えられてきたが、父系・母系両方の遺伝情報が入った核DNA解析の結果（三貫地貝塚人骨、船泊遺跡縄文人骨）、東ユーラシアの人々の中では遺伝的に大きく異なる集団であることが判明した。北海道や東北の縄文人は、本州や九州の縄文人とは明らかに異なっており、本州と九州の縄文人は、現代の東アジア人に似ていたとされる。
この縄文人は時期によって異なるが地域ごとに4から9のいくつかの諸集団に別れていたと考えられている。

## 形質的特徴

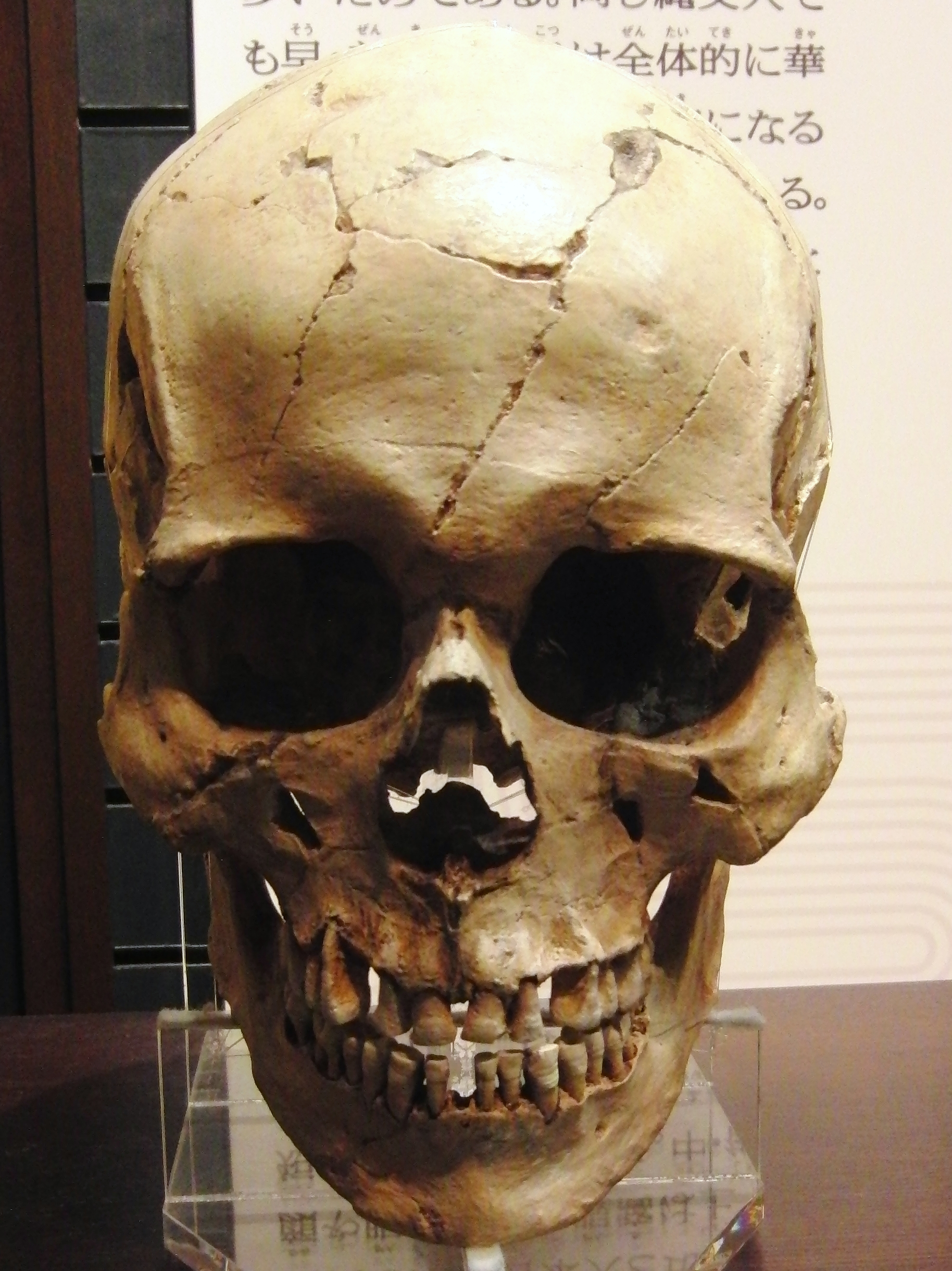
縄文時代晩期人の男性の頭骨（レプリカ）。宮野貝塚（岩手県）出土。国立科学博物館の展示。

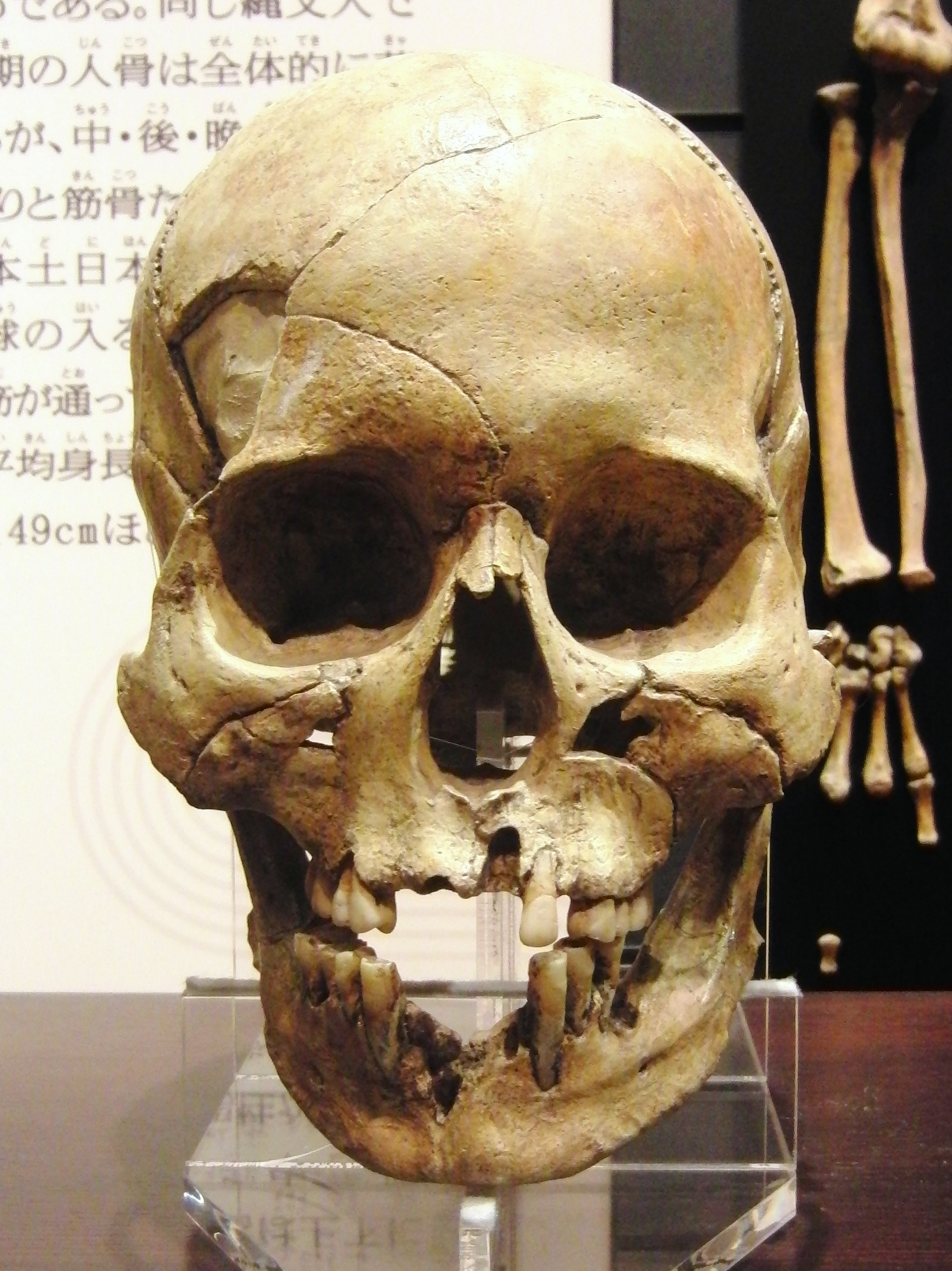
縄文時代後・晩期人の女性の頭骨（レプリカ）。蝦島貝塚（岩手県）出土。国立科学博物館の展示。

彫りが深くて二重まぶた、眉や髭が濃い、沖縄県民やアイヌのような「濃い顔」が特徴。耳垢が湿っている。下顎が頑丈。がっしりしていて、平均身長は男性で160cm弱。
こうした特徴を持つ人々が日本列島に出現した時期は、最終氷期の最寒冷期（紀元前160世紀すなわち1万8000年前に氷河が堆積して海水面が最も低くなり、オホーツク海から北海道に歩いて渡れるようになった時期）が終わった後と見られる。ただし、既に日本列島に居住していた後期旧石器時代人の形質が変化したものなのか、列島外から移住してきた人々の影響があるのかは不明である。
3,800年前の縄文人女性の全ゲノム解析によると、縄文人サンプルは、太陽の下で長時間過ごすと肝斑を発症するリスクが高く、同じく2018年に北海道の礼文島から出土した3800年前の縄文人女性のゲノム情報をもとに顔を復元したところ、その女性の肌の色は現代の日本人よりもやや黒く、髪は細く繊細で、目の色は明るい茶色だった。
2015年に科学雑誌ネイチャー に掲載されたジナムらによるゲノムワイド一塩基多型(SNP)データ比較を用いた研究では、北海道の縄文人サンプルは、ヨーロッパ人（そしておそらく他の集団においても）の顔の特徴に影響を与えることが以前の研究で知られている2つの遺伝子を含むいくつかの遺伝子座で本土の日本人とは異なることが判明した。
近藤ら(2017)は、日本の縄文時代集団の地域的な形態学的・頭蓋計測学的特徴を分析し、それらが形態学的に異質であり、東北から南西に沿って連続的に差異を示すことを明らかにした。彼らは、「縄文時代の頭骨は、特に脳頭蓋において、日本列島を横断する北東から南西への地理的な連続変異を識別可能なレベルで示し、北海道と沖縄のサンプルはその両極端に位置する、とし、以下のシナリオは、注意深く仮定することができると結論づけた：(a)縄文人の集団形成は、西日本（沖縄や九州地方）ではなく、東日本または中部日本で進行したようである。(b)九州の縄文人は、小規模で孤立した集団の歴史を持っている可能性がある。(c)北海道の縄文人の集団の歴史は、深く根を下ろし、かつ／または長期的な外来遺伝子の流れの影響を受けた可能性がある。

## 縄文人のルーツ

### 形質人類学から見た縄文人のルーツ
かつてアイヌはコーカソイドではないかと考えられていたことがあるように、縄文人も形質的にコーカソイドに類似するとの研究 もあるものの、形質人類学の分野では、化石人骨が比較的多く見つかっている北東アジアと日本列島の旧石器時代人との類似を指摘する研究が多い。
これまでに出土した化石人骨と縄文人の関係を見ると、縄文人に最も近いとされているのは沖縄島出土の港川人（およそ1万8000年前）であるが、形質面から見ると縄文人は港川人の次の段階とまでは言えず、両者の間には更に1つか2つのミッシングリンクがあると考えられている。また、港川人の頭骨はワジャク人に近く、柳江人や山頂洞人（中国）にはそれほど似ていない為、少なくとも琉球弧の縄文人の祖先は環太平洋方面から来たのではないかとの見方がある。
一方で、縄文人は旧石器時代のシベリア南部の集団に由来するとする研究もある。
瀬口(2014)によると、先史時代の縄文人は、日本へのさまざまな移動ルートを使用して、多様な旧石器時代の人口から派生した。
この点で、縄文の生物学的アイデンティティは異質であり、縄文として知られている共通の文化に属している可能性のある多様な人々を示している可能性がありえる。—Seguchi 2014
2017年の近藤修による頭骨測定の研究では、縄文人はかなり異質であることがわかった。「南縄文人」と「北縄文人」は大きく異なっていた。九州、四国、本州の「縄文人南部」は、現代の東アジア人（「モンゴロイド」）とほとんど同じだったが、「縄文人北部」は異なる表現型を持っていた。縄文人の大多数は古代東アジア人の子孫だが、北海道の縄文人は異なる遺伝的祖先を持っているようである。北海道縄文人と本州縄文人の間には遺伝子流動の証拠がある

### 分子人類学から見た縄文人のルーツ
縄文人のDNAの特徴は、現代の東アジア人の大多数（モンゴル人、中国人、ベトナム人など）のDNAの特徴が一直線上に並び近縁関係を示すのに対して、それからはかけ離れて位置し明瞭な差が認められる点がある。そのような現代の東アジア人の大多数は、元来近縁度が高い古代北部東アジア人と古代南部東アジア人（および両者の混血）の子孫であり、したがって彼らの共通祖先よりも、縄文人は以前に分岐したことを示唆する。
なお、現代日本人は両者の中間に位置し、縄文人のDNAを受け継いでいることが示唆される。近年の分子人類学の研究では、東アジア沿岸部で出土した少数民族の人骨と縄文人とに共通性が見出されている。
近年のゲノム分析によれば、タイの南部奥地に暮らす少数民族マニ族の祖先と縄文人とはゲノムの多くの部分を共有する。タイやラオス周辺には、過去に「ホアビニアン」と呼ばれる狩猟・採集文化が存在し、現在のマニ族などにそのDNAが継承されている。現在はその後に北からの農耕民族の流入後、孤立し少数民族となっている。
彼らの祖先は東南アジア・雲南に最初に到達した現生人類から分岐し、一部が東アジア沿岸部を北上し、日本列島・沿海州へ到達したとの説がある。

#### 父系のルーツ
父系のルーツを辿ることができるY染色体ハプログループは、数万年にわたる長期的な追跡に適しており、1990年代後半から研究が急速に進展した。日本人はY染色体ハプログループD1a2aの縄文系とハプログループO1b2の弥生系が最多の頻度を示し、埴原和郎らが唱えた「二重構造モデル」とも一致する結果となった。Y染色体ハプログループD1a2aは現代の日本の民族集団（大和民族、琉球民族とアイヌ民族）に見られ、日本列島の本土と奄美群島・琉球列島及び千島列島の3地域に多く見られるタイプである。
また、Y染色体ではなくゲノムワイドの解析にもとづき「三重構造モデル」を提議する説もある。さらに最近はこれにも修正が加えられつつある。（参照：日本人#縄文人と弥生人と古墳人）
国外では韓国、ミクロネシア、ティモール島などで低頻度にみられる。
このハプログループD1a2aはアイヌ人の75%に見られることから、D系統はかつての縄文人（旧石器時代のシベリア）のものであると考えられている。但し縄文人のハプログループがD1a2aだけだった訳ではなくハプログループC1a1も縄文人由来と考えられている。

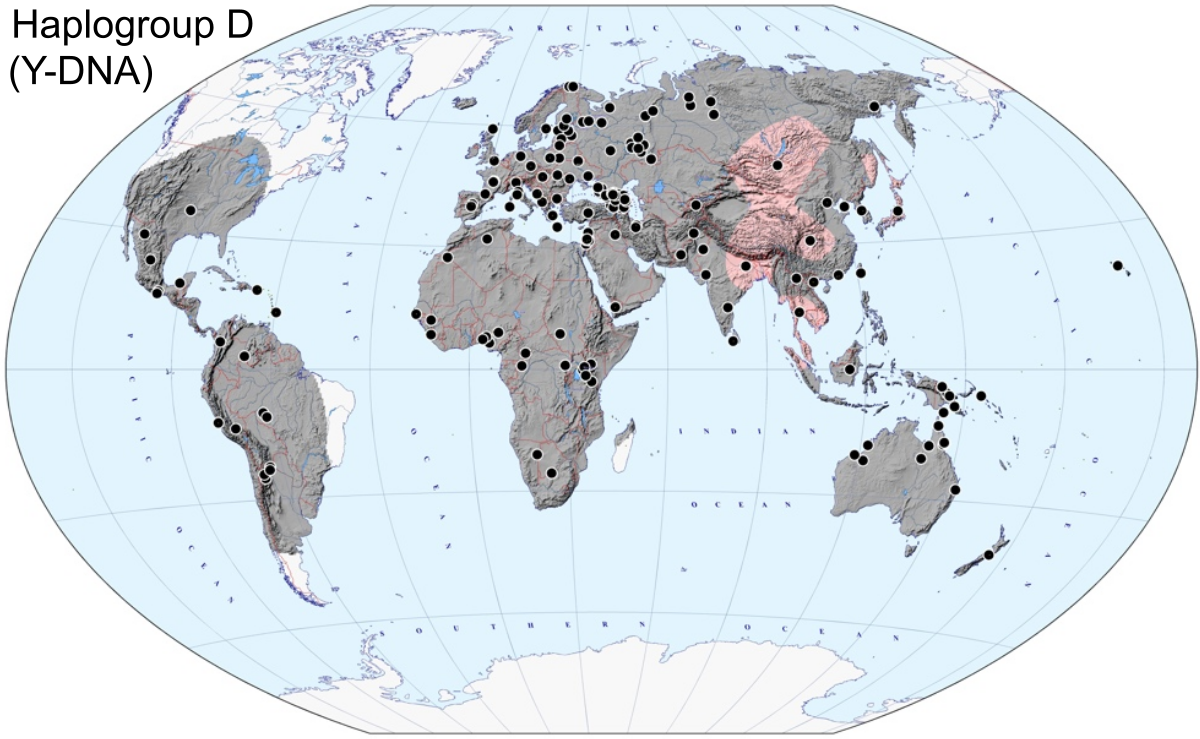
ハプログループDの分布

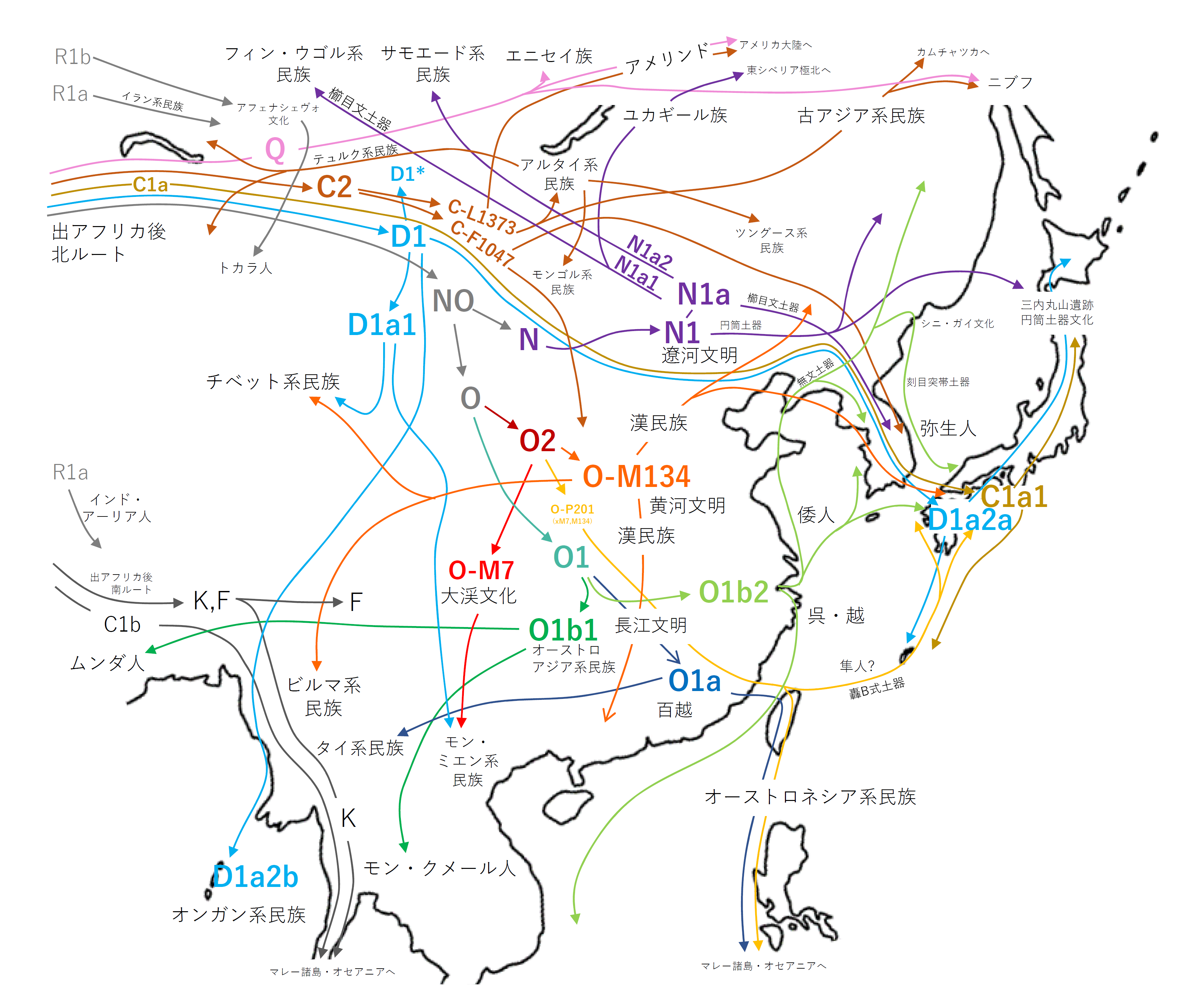
東アジアのY染色体ハプログループ移動図

ハプログループD系統はYAP型（YAPハプロタイプ）ともいわれ、現代アジアにおいて支配的なO系統やC2系統とは分岐から7万年以上経ており、最も近縁であり同じYAP型であるE系統とも6.5万年前に分岐した系統である。現在D系統は、日本列島以外で高頻度の地域はチベット とアンダマン諸島 しかない。ハプログループDは、現代の東アジア人とシベリア人に近い「東アジアのハイランダーズ」（古代チベット人）に関連していて、縄文時代後期に増加し、C1a1、K、Pなどの以前の縄文時代の系統に大きく取って代わったとされる。
なお、当時の弥生人や現代東アジアにおいて支配的なO系統は、ウラル系のN系統やコーカソイド系において最多的なR系統などと近縁であり、縄文人やアイヌ等のYAP型（D系統、E系統）とは全く異なるグループである。
以上のことから縄文人から自然進化的に弥生人が派生したという説は完全に否定されている。
日本列島にD系統の人々が入ってきたのは数万年前の最終氷期と考えられている。その証拠として、日本人のD系統にのみ見られる多くのSNPの発生があげられる。SNPは突然変異により発生する確率的な事象であるから、発生数によって時間の経過が分かるのである。日本固有のD1a2a系統はその発生から3.5-3.7万年ほどたっているとされ、考古学から求められる日本列島に最初に現生人類集団が到来した時期と一致している。
長らく縄文人の人骨よりY染色体ハプログループは分析されてこなかったが、北海道礼文島の船泊遺跡（縄文時代後期前葉から中葉（約3,800～3,500年前））から出土した人骨・船泊5号のY染色体ハプログループがD1a2a2a(D-CTS220)であることが判明した。これにより「ハプログループD1a2aは縄文系である」という従来よりの仮説に一つ近づいたが、検証したのは長い縄文時代の中期のたった一人である為、時代、地域共に広範囲での多数の検証が期待される。
とりわけハプログループC1a1は拡散年代と縄文文化開始の時期が一致しており、今後の研究いかんによっては初期の縄文人の主要なDNAとなる可能性がある。C1a1は日本人固有であり、現在の日本ではおよそ5%の頻度で発見されている。

#### 母系のルーツ
父系のルーツを辿れるY染色体ハプログループに対し、ミトコンドリアDNAハプログループは母系のルーツを辿ることができる。ただし、ミトコンドリアDNAは稀に男性のDNAが混じることや、人間より検証個体の多いネズミのDNA測定では、ハプログループの分岐や時期が事実とは全く異なっていたから、あくまでもY染色体DNA等、他の資料と共に考察する必要がある。
ミトコンドリアDNA（母系）の分析によって縄文人のルーツの一角が解明され、日本固有のハプログループM7aや南方系と共通の遺伝子を持つハプログループBやFを持つことが知られている。宝来聡の研究によると、「東南アジアの少数民族から日本列島に位置する琉球弧人やアイヌまでが共通の因子を持つ」とされ、形質人類学においてはこれらの人々が縄文人と最も近いとされることから、縄文人のルーツは東南アジアの旧石器時代人との見方が可能である。
これらを裏付けるように、国立科学博物館人類研究部 の篠田謙一らの研究では、鹿児島県霧島市・上野原遺跡の縄文人（25,000年前）から同様にハプログループM7aが検出され、縄文人は、現在は海底に沈んでいる東南アジア・フィリピン沖のスンダランドが起源で、北上して南九州に到達し、大隅半島西北部の小高い台地にある上野原遺跡と呼ばれる「最古のムラ」から日本列島全域へM7a系統の縄文人が拡散したと想定している。このM7a系統は、縄文時代にすでに北海道へも到達していたことが明らかとなっている。
さらに2010年までに沖縄県石垣島の白保竿根田原洞穴遺跡から発掘された、旧石器時代の人骨を国立科学博物館が分析した結果、国内最古の人骨（約2万-1万年前）とされた4点のうち2点はハプログループM7aであることが明らかとなった。
しかしながら、溝口優司は、5万年から6万年前にインドを経由し東南アジアで放散した東アジア人全体の祖先 の中から日本列島に到達したグループは複数存在し、東南アジアから北上する過程で台湾や南西諸島を経由し日本列島に到達した場合もあれば、一度北上し1万5千年前にバイカル湖周辺で寒冷地適応した後に南下し朝鮮半島や中国から日本列島に移住した場合、バイカル湖を経由せずに大陸を海岸沿いに北上し、ブリヤートあたりから南下したルートが存在すると考えると、日本列島の遺伝的勾配をうまく説明できるという説を唱えている。この説の要点は東アジアグループの成立年代が6万年前であり、バイカル湖で寒冷地適応したグループがアフリカから中央アジアを経由したわけではないので、宝来や篠田の説とも矛盾しない。
また北海道の縄文人はハプログループN9bが最多でM7aは少なく、東北地方の縄文人も似た傾向を示している。このことから縄文人のルーツは一つではなく複数あったと考えられる。

#### その他の遺伝子
縄文人の起源には複数の説がある。一部の説は東南アジアを、別の説は北東アジアを可能性のある起源であるとしている。一方、他の説は東アジアそのものを起源としている。最新の遺伝学的研究は、縄文人はユーラシア大陸各地の集団によって形成された、としている。2014年の遺伝学的及び形態学的研究を概観した論文でも縄文人が複数の起源を持つ事が示唆されている。
縄文人は、世界各地の集団と比較した場合、アフリカ人、ヨーロッパ人、サフール人(オーストラリア-メラネシア)、アメリカ先住民の集団よりは比較的東アジア人の集団に近い。ヒトゲノム多様性プロジェクト（英語: Human Genome Diversity Project）(HGDP)のデータを用いた全ゲノムに渡るSNP(一塩基多型)の比較においても、三貫地貝塚から出土した縄文人集団は現代東ユーラシア人全てと遠く離れており、その特異性が示された。東ユーラシア人内における三貫寺縄文人集団の特異性は、ヨーロッパ人やアフリカ人と比べても同様であった。日本列島のアイヌ、本土日本人、琉球諸島の集団、そして北京の中国人(CHB28)を三貫寺の縄文人と比較した統計分析の場合、第一主成分でアイヌと三貫寺縄文人が他の集団と分けられた。三貫寺縄文人に最も近かったのはアイヌで、次いで琉球諸島の集団、そして本土日本人であった。
今日ではほとんどの科学者は縄文人はユーラシア大陸の複数の集団の子孫であると考えている。標本の得られた縄文人の系統群は、東アジア人を含む他の人類集団と遺伝的に距離がある。しかし、東アジアの沿岸部の集団との共通点も一部ある。その集団は本土日本人、ウリチ人、朝鮮人、台湾先住民である。縄文人は漢民族に代表される大陸のアジア人集団と比較的古い時期に分かれ、それは約3万8000年前から約1万8000年前までの間とみなすことができた。縄文人は遺伝的には漢民族と比較した場合、日本列島のみならず、ロシア沿海州のウリチ族、朝鮮半島、台湾、フィリピンなど東アジアの沿岸部等の方に近いことが判明し、こうした要素を持つ人たちが大陸沿岸部に分散する中で一部が日本列島へ渡ってきた可能性が高そうだが、現状では日本列島の縄文人が大陸沿岸部に広がった可能性も否定できない。

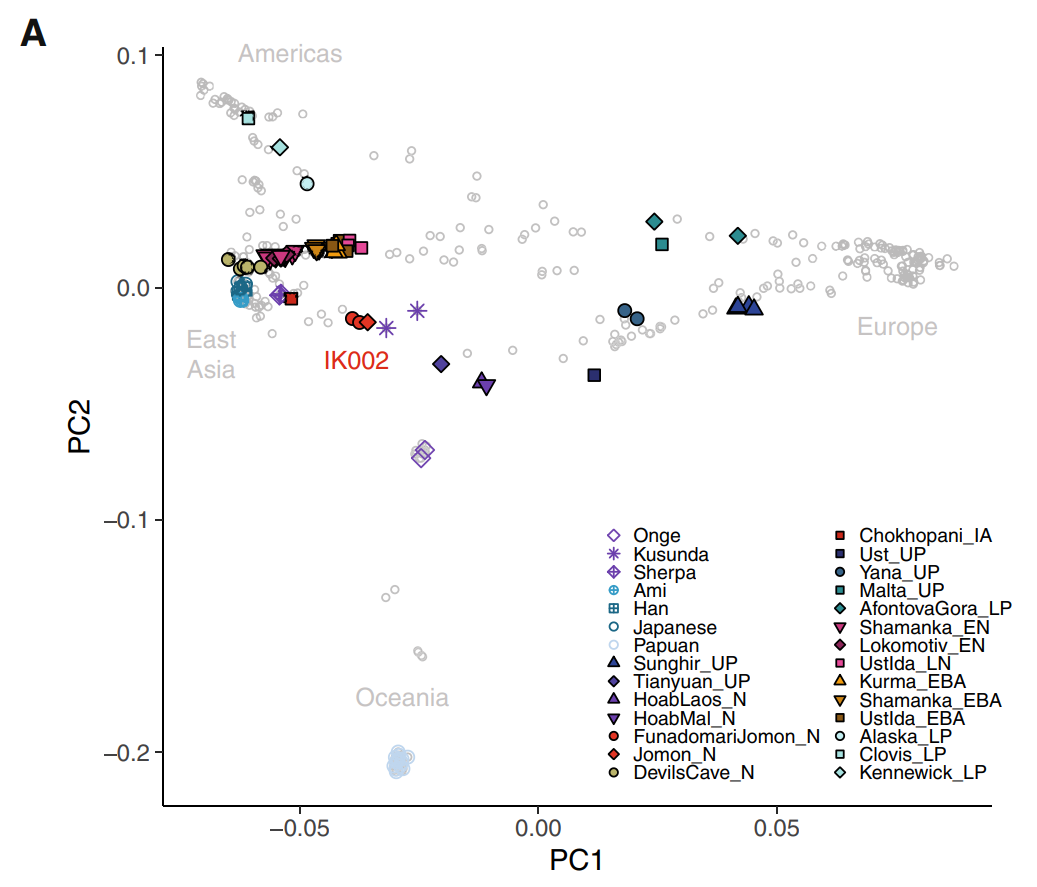
縄文人（IK002）を含む古代および現在の個人の主成分分析（PCA）

2020年に行われた全ゲノムの解析においては、縄文人の起源に関する更なる情報が示された。縄文人は様々なルートで日本に移住した様々な古代の人類集団の子孫である事が分かった。縄文人は主に現在まだ標本の得られていない古代北ユーラシアの集団、そして様々な東アジアに関連した集団から形成されている。この遺伝学的解析の結果が示すのは、旧石器時代に既に日本において異なる集団間の混血が起こり、その後も絶え間なく東アジア沿岸部からの遺伝子の流入があり、その結果多様性のある集団となり、弥生人が到来する前に均質化した、という事である。チベット高原からの遺伝子の流入も検出され、ハプログループD1a2a (Y染色体)と関連している。このグループは縄文時代後期になって初めて日本における優勢なハプログループとなった。KとFの系統は、縄文時代初期に存在していたが、CとDに取って代わられたことが示唆されている。伊川津貝塚から出土した縄文人の標本一体、及びチベット高原の古代の標本の分析からは、両者の間には部分的な共通祖先が発見されただけであった。これは古代チベット高原の集団及びチベット・ビルマ語派の集団に関連するハプログループDが拡散する際に、正の遺伝的ボトルネックが起きたことを示している。遺伝的証拠から、ヒマラヤ山脈付近の東アジアの源流集団が、縄文時代の日本の集団に祖先をもたらしたことが示唆され、古代の東南アジア人への祖先の寄与は少なかった。著者らは、このことは旧石器時代に中国南部または中部を通って日本へ内陸移動したことを示唆していると結論づけた 。
古代シベリアからの遺伝子流入は北海道の北方縄文人にも検出され、後に北海道から本州北部（東北）にも遺伝子流入した。2021年、北海道の古代の人口集団は、縄文人と旧石器時代の北ユーラシアに土着した「終末期後期旧石器人」（TUP人）から形成されたことが確認された。東アジアから紀元前15,000年頃に渡来した縄文人と、それ以前に渡来した「終末期後期旧石器時代北ユーラシア人」とが融合して、北海道の縄文人が形成された。2020年のガクハリらも同様に、古代北ユーラシア人（マリタ遺跡のMA-1サンプルによってサンプル化された）、または類似のグループから北日本への遺伝子流入の可能性を指摘しており、これはシベリアの細石刃文化の導入と明らかに関連づけることができる、とした。Cookeらによる2021年の全ゲノム分析。現在分析されているすべての縄文人サンプルと他の集団との系統発生関係を再評価し、縄文人の系統は紀元前15,000年から2万年の間に現代の東アジア人から分裂し、外部の集団から大部分が孤立したと結論付けた。著者らはその後、縄文人が後期旧石器時代の大陸の人々と接触したかどうかを分析した。分析によると、縄文人は、古代北ユーラシア人としても知られる、ヨーロッパに深く関係する北シベリアの旧石器時代後期旧石器時代のヤナRHSサンプルに関連する集団から混合物を受け取り、最終氷期最盛期以前に北ユーラシアに広まった。現代の日本人の間で推定される縄文人の祖先は、平均9.31%と推定されている。
2020年にケンブリッジ大学出版局が発行したある研究では、縄文人は均質ではない集団であり、弥生人が移民するよりも古い紀元前6,000年前頃に北東アジア人の移民があり、その集団が大平山本遺跡などの初期の土器文化に代表される縄文時代草創期の文化をもたらした、と示唆している。その研究者たちは更に、弥生人の到来の前にオーストロネシア人が日本の南端(特に先島諸島)にいた可能性について言及している。
2022年にメリンダA.ヤンが行ったアジアの人々に関する論文のレビューでは、縄文人は「東アジアおよび東南アジア」（ESEA）系統の他の人々と密接に関係していることがわかった。このESEAの血統は、現代の東アジアおよび東南アジアの人々、シベリアの先住民、アメリカ大陸の先住民の祖先の一部であり、そして旧石器時代のホアビニアンの祖先の血統と田園洞人のサンプルを含んでいる。ただし、オーストラリア人やヨーロッパ人とは異なる。縄文人は、古代の中国南部（Longlin）のサンプルと同様に、旧石器時代のホアビニアンの祖先の血統と田園洞人のサンプルと比べて、9,000-4,000年前の東アジアの北部と南部の沿岸部からのサンプルに近いが、その中では外れた位置にある。
HLA IおよびHLA II遺伝子とHLA-A、-B、および-DRB1遺伝子頻度の分析からは、アイヌとアメリカ大陸の先住民、特にトリンギットなどの太平洋岸北西部の集団との類似性がみられ、アイヌ民族とアメリカ先住民のグループの主な祖先は、南シベリアの旧石器時代の集団にまで遡ることができると示唆された。
縄文時代のさまざまなサンプルの人口ゲノムデータは、紀元前1万5000年頃に他の東アジアの人々から分岐したことを示している。しかし現在の典型的なモンゴロイドとは差異が大きい。また、縄文時代の様々なサンプルから得られた集団ゲノム学的データは、彼らが3万年から2万年前に他の東アジアの人々と分岐したことを示している。紀元前15,000年から20,000年にかけて日本列島に移住した後、彼らは外部からの遺伝子の流入からほぼ隔離された。
またヨーロッパ人や古代北ユーラシア人に関連する北シベリアの遺跡(ヤナRHS遺跡（英語: Yana Rhinoceros Horn Site）から出土した人骨（Yana_UP）から検出された遺伝子が、分析された縄文人のサンプルで検出され、北海道の縄文人の北部のサンプルでより高い頻度で検出された。しかし、縄文人とヤナ人の間には同数値が検出されたが、わずかな有意差しかなかった。より質の高い古代サンプルを用いた更なる検証研究が必要である。今後の研究、特に古シベリア人と古代中央アジア人の追加サンプルは、ヤナ人と縄文人の間の潜在的な遺伝的つながりの理由を解明するのに役立つと思われる。

### 考古学から見た縄文人のルーツ
日本列島に居住した後期旧石器時代人を縄文人の直接の祖先と見た場合、問題となるのは、これら日本列島の後期旧石器時代人はどこから来たのかという点である。石器の形式に注目してみると、後期旧石器時代の日本列島にはナイフ型石器と細石刃という、同じ用途に用いられる2種類の石器が存在していた。
ナイフ型石器は大陸では出土例が無いもので、日本列島で独自に発達したものと考えられ、鹿児島県上野原遺跡の調査などから発見されている。
一方で、細石刃はバイカル湖周辺に起源を持つもので、日本列島に伝播したのはおよそ2万年前、宗谷海峡経由で北海道にもたらされた。細石刃が東北や北陸に伝わるのはおよそ1万5000年前である。つまり、この時期に北東アジア方面から細石刃の技術を持った少数の人々(ハプログループC2(C-M217)らが北方からも日本列島に移動してきたことになるという。また華北・朝鮮半島経由で九州に、さらには西南日本に伝播してきた細石器もあり、最古の出土物から1.6-1.5万年前に伝播したものと考えられているが、もっと遡るという説もある。

## ATLのレトロウイルス
縄文人に関連する遺伝子として、ATLのレトロウイルス (HTLV-1) がある。このウイルスは成人T細胞白血病 (ATL) を引き起こす原因として発見されたもので、HTLVは京都大学ウイルス研究所教授の日沼頼夫によって研究が進められた。
日本人にはこのウイルスキャリアが多数存在することは知られていたが、東アジアの周辺諸国ではまったく見出されていない。いっぽうアメリカ先住民やアフリカ、ニューギニア先住民などでキャリアが多いという特徴をもつ。日本国内の分布に目を転じてみると、九州南部と長崎県に多いのが目立つ。そして沖縄やアイヌに特に高頻度で見られ、四国南部、紀伊半島の南部、東北地方の太平洋側、隠岐、五島列島などの僻地や離島に多いことが判明した。九州、四国、東北の各地方におけるATLの好発地域を詳細に検討すると、周囲から隔絶され交通の不便だった小集落でキャリアは高率に温存されている。東京、大阪など大都市で観察される患者の90%以上は九州などに分布するATL好発地帯からの移動者で占められていた。このウイルスの感染機構は生きた感染リンパ球と非感染リンパ球の接触で起こり、空気や通常接触では感染せず、体液（血液、母乳、精液など）が主な感染源になる。自然感染の経路としては母児間の垂直感染と男女間の水平感染に限られることになる。特に夫から妻への感染が多く逆はほとんど観察されない。
以上より、日沼はこのウイルスのキャリア好発地域は、縄文系の人々が高密度で残存していることを示していると結論付けた。HTLVはかつて日本列島のみならず東アジア大陸部にも広く分布していたが、激しい淘汰が繰り返されて大陸部では消滅したようである。弥生時代になってウイルス非キャリアの大陸集団が日本列島中央部に多数移住してくると、列島中央部でウイルスが薄まっていったが、列島両端や僻地には縄文系のキャリア集団が色濃く残ったものと考えられる。

## 縄文人観の歴史的変遷
縄文時代の日本列島に住んだ人々に対するイメージは、その時々の日本社会の風潮と呼応して様々に移り変わってきた。
「日本列島の先住民族」としての縄文人
明治期には縄文人は「石器時代人」と呼ばれ、日本列島の先住民族と考えられていた。この時期には日本人の祖先は「天孫族」と呼ばれており、記紀神話にあるように列島史のある段階で別の場所から日本列島にやって来た人々であるとされていた。その為、「石器時代人」はいわゆる日本民族の祖先ではなく、アイヌの祖先あるいはアイヌ神話に登場するコロポックルではないかと考えられており、この論点を巡って「アイヌ・コロポックル論争」と呼ばれる論争も発生した。
また土偶がグロテスクに思われたため日本人の祖先としてふさわしくないとして否定されることもあった。
先住民族とする見方は鳥居龍蔵による「固有日本人論」にも受け継がれたが、一方で昭和に入ると浜田耕作が縄文人を日本民族の祖先と見る説を発表し、学界に一石を投じた。
「高級狩猟民」としての縄文人
1930年代には唯物史観が登場し、縄文人を経済面から新たに捉え直そうとする動きが始まる。代表的な論者として山内清男が挙げられる。山内は縄文人を、男性が狩猟・漁労に従事し、女性が採集活動に従事するという分業体制を持った、発達した狩猟採集民族であったと考えた。
「弥生文化の母体」としての縄文人
戦後（第二次世界大戦後、太平洋戦争後）つまりまだDNA分析技術が無く、学者もまだ出土「史料」だけに基づいて起きた出来事を空想するにとどまっていた時代には、それまで「弥生人に単純に置換された存在」と見られていた縄文人を、「弥生文化を主体的に受容して弥生人へと変化していった人々」として捉え直す人が現れた。
「人類史上類例の無い狩猟採集民」としての縄文人
1970年代以降には更に研究が進展し、それまで動物性食料に依存していたと思われていた縄文人が、実際にはクリなどの堅果類や芋などの根茎類を多く食べていたことが明らかとなった。また同時期のヨーロッパの新石器時代人が農耕や牧畜を行っていたとされた のに対し、1970年代には縄文人によるヒエ栽培や、縄文後期の水稲を含む稲作の存在が研究者の間でも周知とはなっていなかった。
この結果、縄文人は当時の日本列島の生態系に適合した食料獲得システムを構築し、1万年間の長きに渡って豊かな狩猟採集食文化を維持した、人類史上にも他に類例の無い人々であったとの見方が登場した。
「日本人の祖先」としての縄文人
1991年に二重構造モデルが登場し、弥生人と混血して日本人の祖先となったことが確実視されるようになった。
2005年には国立科学博物館で「縄文VS弥生」展が開催され、従来の暗く怖いイメージでなくポップなイメージを訴えた。
「海洋民族」としての縄文人
伊豆諸島産の黒曜石が縄文時代やそれ以前に 東日本各地で使用されていたことに注目した小田静夫や橋口尚武らの研究により、関東地方の縄文人が縄文早期中葉には内海での漁労に加えて伊豆諸島など外海へも進出していたことが明らかとなった。
また「縄文土器がバヌアツで表層採取された」というニュース（これについては事実の解釈を巡って議論が続いている）にも注目し、縄文人が南太平洋に進出してポリネシア人の祖先になったという説を唱える者や、エクアドルで縄文土器に似た土器（バルディヴィア土器）が出土したことを理由に、縄文人が南米大陸に到達していたという説を唱える者さえも出現した。
「平和」な縄文人
山口大学と岡山大学の研究グループの人骨調査によると、暴力による死亡率は約1.8%となった。他国や他時代の暴力死亡率と比べると、5分の1以下の水準である。対照的に弥生時代からは殺害されたとみられる人骨が急増する。

## エミシ・エビス・エゾ・アイヌと縄文人
前述のように明治から第二次世界大戦が終わる頃までは、縄文人は日本民族によって日本列島から駆逐されていった先住民と見られていた。こうした見方は必然的に、古代から近世にかけて日本の支配する領域の北隣に居住していた異民族、そしてアイヌを縄文人の直接の末裔と見る説を生み出した。このような縄文人、蝦夷、アイヌを等号で結ぶ見方は、その後の研究の発展によってほぼ否定され、今日の学界では受け入れられていないが、完全な末裔ではないものの、国立科学博物館が行ったゲノム解析解析によりアイヌ人は縄文人の遺伝子を特に色濃く残していることも判明している。
古代の北東北からアイヌモシリにかけて広がっていた擦文文化や続縄文文化の担い手たちをも「アイヌ」と呼ぶべきであると主張する論者も、少数ながら存在する。例えば平山は山田秀三らが東北地方にアイヌ語地名が多数存在していることを明らかにした研究に言及しつつ、古代の蝦夷（エミシ）と近世のアイヌが同系統の言語を母語としていたことは事実であり、であるならば古代蝦夷と近世アイヌは同じ民族とするべきであると主張している。小野は12世紀にアイヌモシリでアイヌ文化を生み出した集団は、11世紀以前にアイヌモシリに居住していた擦文文化人やオホーツク文化人（ニヴフ系）の直接の子孫であるから、これらは同じ民族と見るべきであると主張している。
ただ、こうした主張に対しては、エスニック・グループを本質主義的に捉えており、それを構成する人々の形質的特徴や社会的・文化的特徴が長期に渡って不変であるとの前提に立っていて、現在の人類学・考古学・歴史学・社会学の研究レベルでは通用し難いとの批判がある。
2004年の頭蓋特性の再評価は、アイヌ人がいくつかの特徴において縄文人よりもオホーツク人に似ていて、中間的な性質を持つことを示唆している。また、アイヌの起源が、縄文人に加えてオホーツク人の遺伝的・文化的貢献によるという説もある。
2008年に「アイヌ民族を先住民族とすることを求める決議」が衆参両院の全会一致で採択されると、アイヌ民族を先住民族とすることを政治的に不当なものとして糾弾し、近世アイヌは縄文人とは関係なく現在のロシア付近から南下してきた集団とする説が右派の間で主張された。

## 縄文人と海
縄文人は基本的には狩猟採集民であったが、その中には海に深く関わっていた人々も存在したことが知られている。

### 勾玉の分布
遅くともBC5,000年頃（縄文時代中期）には勾玉が作られていたことが判明しており、特に新潟県糸魚川の長者ヶ原遺跡からはヒスイ製勾玉とともにヒスイの工房が発見されており、蛍光X線分析によると青森県の三内丸山遺跡や北海道南部で出土されるヒスイは糸魚川産であることが判明しており、縄文人が海を渡って広い範囲でお互いに交易をしていたことが考えられている。後年には日本製勾玉は朝鮮半島へも伝播している。

### 貝類の採集
縄文人が貝類を食糧資源・装飾品の原料として採取するようになったのは縄文早期前半で、代表的な遺跡として横須賀市の夏島貝塚が挙げられる。縄文早期の半ばには瀬戸内海沿岸や東北地方でも貝塚が形成されるようになる。採取対象は当初は河口等の汽水域に生息するヤマトシジミであったが、やがて内湾干潟の牡蠣礁で得られるカキや、やはり内湾の軟泥干潟から容易に得られるハイガイなどにその中心は移る。
また、腕輪やペンダントの原材料として採取された貝類もある。特に目立つのが大型の定住性カサガイの一種で岩礁潮間帯低部から採取されるオオツタノハガイの利用である。オオツタノハガイは主に屋久島やトカラ列島に生息するが、縄文期には、特に縄文後期・晩期を中心に、関東全域から北は北海道の有珠10遺跡でも出土している。これについて、原材料となったオオツタノハガイは南九州から運ばれたという説と、三宅島以南の伊豆諸島にも生息域があったのではないかとの説が対立している。
オオツタノハガイの他には暖流域の浅海から得られるタカラガイの一種ハチジョウタカラガイも広く利用された。

### 伊豆諸島への進出
前述のように、先史時代の日本列島住民が今日の伊豆諸島に進出したのは旧石器時代である。しかし、縄文期の遺跡に限ると最も早いものでも縄文早期の半ばのものとなる。この時期の遺跡としては伊豆大島下高洞遺跡、神津島せんき遺跡、三宅島の釜ノ尻遺跡などがある。
縄文前期の末には黒潮の本流を越えた。縄文人が八丈島に進出し、倉輪遺跡からは関東、南東北、中部、関西地域の土器が発見されている。

### 九州島と南島・朝鮮半島間の交流
縄文前期には九州島 を中心として轟式土器と呼ばれる土器が広く使用されるようになった。轟式土器は九州島周辺の他、種子島や屋久島、朝鮮半島南部にも分布しており、これらの島々・半島間を航行した縄文人集団が存在したことをうかがわせる。日本列島周辺や南西諸島周辺、朝鮮半島周辺の島々は国ができる以前からこれらの海域を行き来する海洋民族によって既知だったと推測される。
また轟式に続いて登場した曽畑式土器も、奄美大島の高又遺跡、沖縄島の読谷村渡具知東原遺跡、朝鮮半島の慶尚南道にある釜山市の東三洞貝塚などから発見されている。縄文人が黒潮本流を越えた例としては、この曽畑式土器を持った集団による縄文前期の九州島・奄美大島間の航海が最も古く、関東における三宅島・八丈島間の航海よりおよそ800年早いものであるとされている。東三洞貝塚では大量の縄文土器と北松浦半島産黒曜石が出土しており、縄文人がやってきた確かな証拠といえる。なお、朝鮮半島では銛や鏃に最適な黒曜石が産出されない。

### 縄文人の用いた舟艇
これまでに出土した事例に見る限り、縄文人が航海に用いたのは一本の丸太を刳り抜いた丸木舟であったと考えられている。帆柱の跡やオール受けの跡は検出されていないため、（カイトセイリングのように帆柱を用いない形式での帆走を行った可能性は否定出来ないまでも）基本的にはパドリングによる推進であった可能性が高い。
船体の断面は関東地方出土の丸木舟を見る限りでは半月型 あるいは三日月型であり、弥生時代以降の凹型断面の丸木舟とは異なる特徴を示している。船体長は最大で残存長7メートルから8メートルのものまであるが（例えば千葉県香取郡多古町島（七升）出土の縄文前期のものは残存長7.45メートル、残存幅0.7メートル）、小さいものでは4メートル以下のものも多数出土している。
材はアカマツやクロマツ、カラマツ、カヤ、ケヤキ、ムクノキ、クスノキなどの例がある。
なお、1982年には松江市内の小中学校の教師の有志5名により、「からむしII世」と名付けられた丸木舟による黒曜石の運搬実験が行われ、隠岐の宮尾遺跡から本州の松江市美保関町の七類港まで15キロの黒曜石を1日で運搬することに成功している。

## 言語
過去の言語は文字がなければ検証不可能であり、縄文人の言語については推測の域を出ない。ズーズー弁（小泉保『縄文語の発見』 ）、人類学的類似性が高いとされるアイヌ（アイヌ語）との関連を指摘する見方などがある 。